# Johann Spillenberger

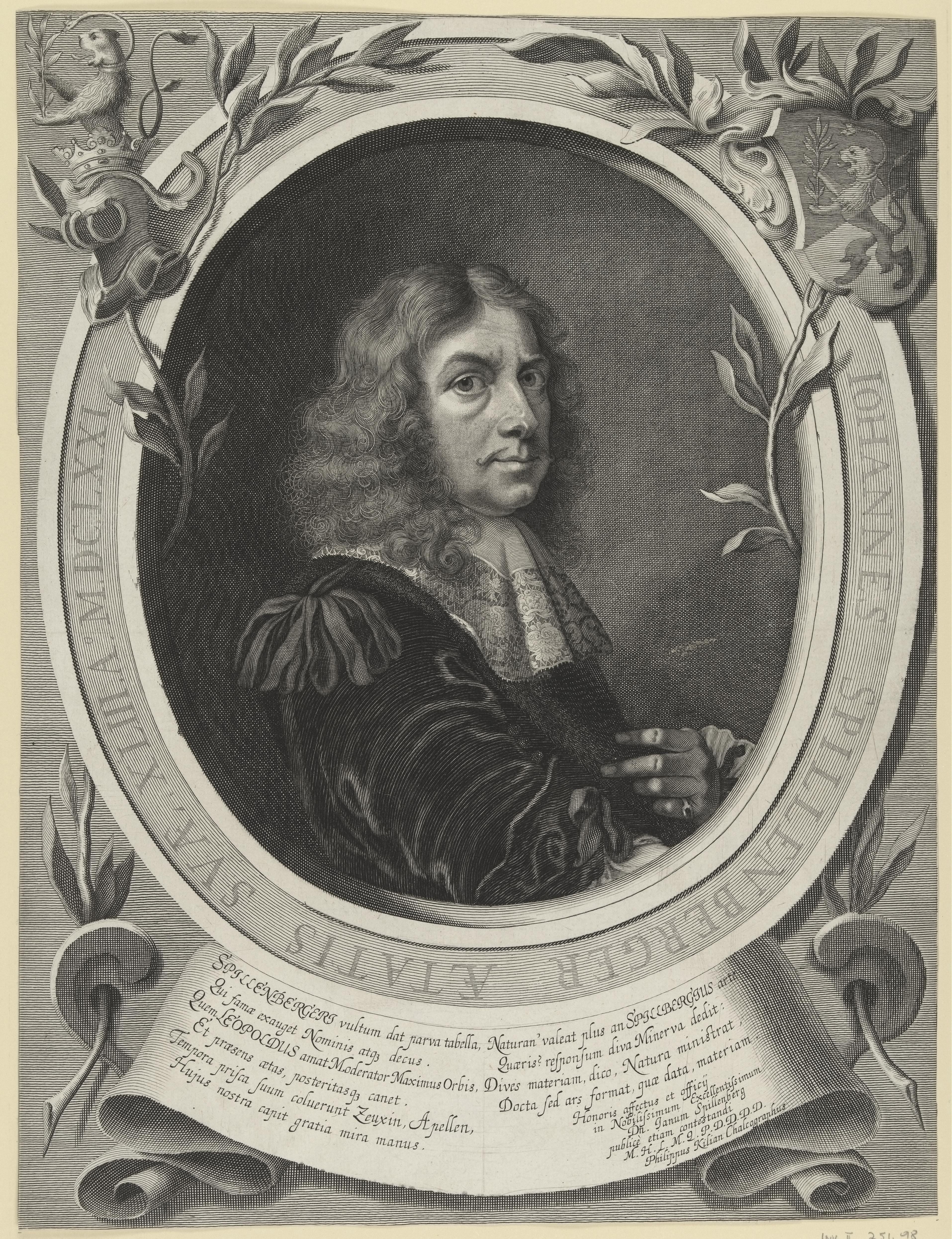
Philipp Kilian: Bildnis Johann Spillenberger, 1671

Johann Spillenberger, ab 1669 von Spillenberger, auch Spielnberger, (* 1628 in Košice; † 1679 in Engelhartszell bei Passau) war ein aus dem Königreich Ungarn stammender Maler des Barock, der hauptsächlich in Bayern, Österreich und Böhmen wirkte und auch eine wichtige Rolle als Kunstagent des Wiener Hochadels spielte.

## Leben
Spillenberger wuchs im damals ungarischen Košice auf und lernte zunächst bei seinem Vater, später bei seinem Onkel in Słupsk in Pommern und ab ca. 1645 bei Ulrich Loth in München. Ab ca. 1650 dürfte er mehrere Jahre als Wandergeselle an unterschiedlichen Orten im süddeutschen Raum gearbeitet haben. Für das Jahr 1658 lässt sich ein Aufenthalt in Levoča nachweisen, 1660 vervollkommnete er seine Malkunst in Venedig.
Nach einer Zwischenstation in Kitzbühel zog er nach München und war 1663 an der Ausgestaltung des kurfürstlich-bayerischen Prunkschiffes Bucentaur beteiligt. Allerdings folgten keine weiteren Aufträge des Münchner Hofes, der sich in der Ära Ferdinand Marias und Henriette Adelheids stark an italienischen Künstlern orientierte. 1664 ließ sich Spillenberger, der selbst Protestant war, im lutherisch dominierten Augsburg nieder. Vermutlich durch Vermittlung Benedikt Faistenbergers, den er aus seiner Kitzbüheler Zeit kannte, erhielt er Aufträge in Regensburg, wohin er auch seine Werkstatt verlegte. Dort heiratete er 1664 Anna Maria Lidl, die Tochter des Kunsthändlers Melchior Lidl aus Augsburg. Das Ehepaar lebte ab 1666 in Wien und hatte fünf Kinder, darunter den Radierer Johann Melchior Spillenberger.

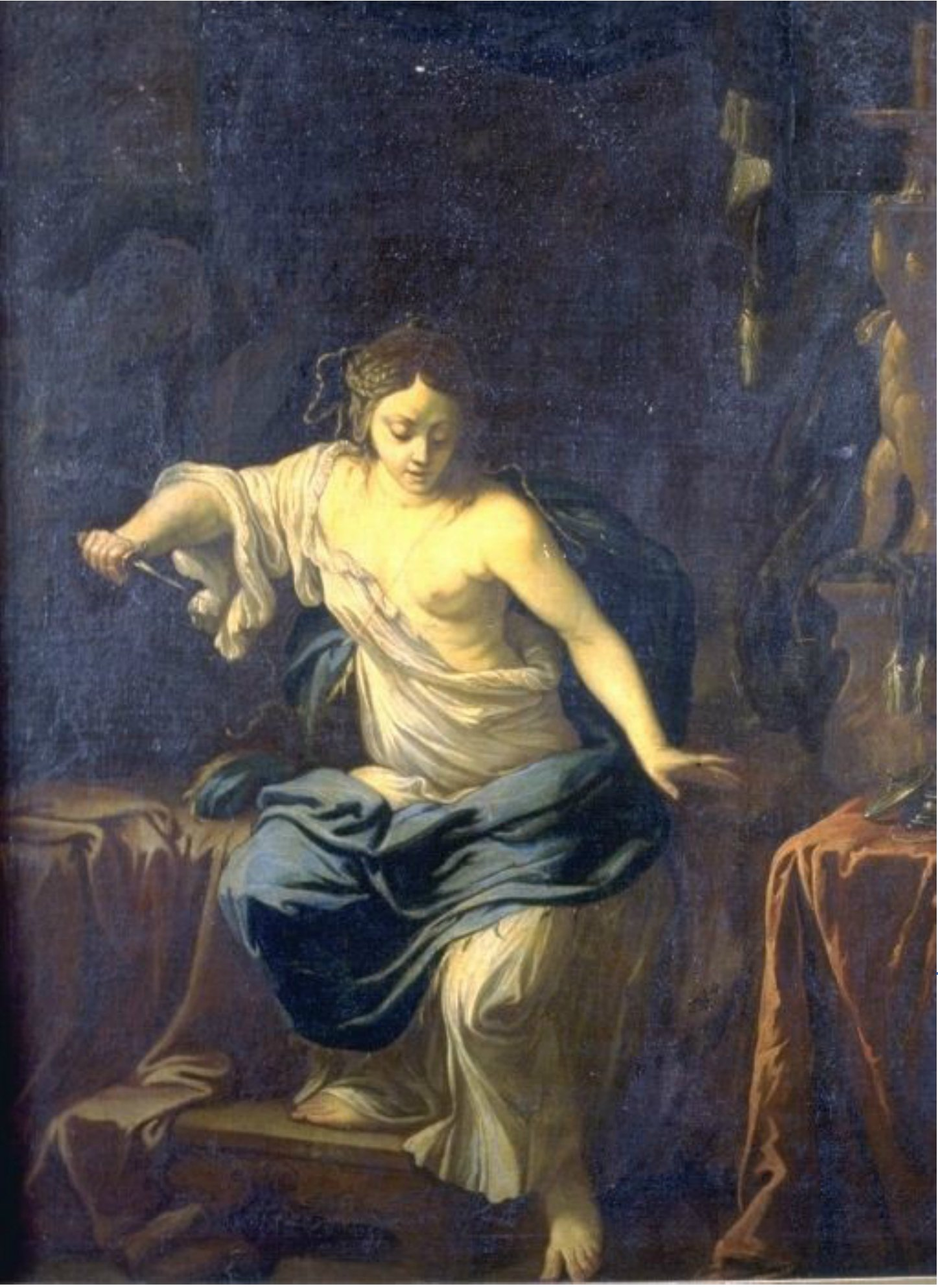
Lucretia

Am 19. Juni 1669 wurde er in den erblichen Reichsadelsstand erhoben. Er erhielt den Titel eines kaiserlichen Hofmalers. Damit war zwar keine feste Bezahlung verbunden, jedoch bekam er aufgrund des hohen Ansehens nun zahlreiche Aufträge von kirchlichen und privaten Auftraggebern und war als Hofmaler vom Zunftzwang befreit. In Wien hatte er seine produktivste Schaffensphase, in der er zahlreiche Gemälde für den gesamten süddeutsch-oberösterreichischen Raum schuf. Sein bedeutendster Auftrag war das Monumentalgemälde „Die Himmelfahrt Mariä“ für den Marienaltar im Frauenchor des Wiener Stephansdoms. Dieser Altar wurde 1883/84 durch den Wiener Neustädter Altar ersetzt, das Bild befindet sich seit 1941 in der Wolfgangskirche im niederösterreichischen Kirchberg am Wechsel. Auf seinen ausgedehnten Reisen entstand u. a. die malerische Ausgestaltung von Schloss Stockau und 1674 in Augsburg das Gemälde „Pfingstpredigt“. 1678 legte er in München den Entwurf für einen neuen Hochaltar für St. Peter vor, zu dessen Ausführung es aber nicht mehr kommen sollte.
Als 1679 in Wien die Pest wütete, verließ er im Spätsommer die Stadt mit seiner Familie. Im österreichischen Grenzort Engelhartszell bei Passau wurden sie unter Quarantäne gestellt und Spillenberger und seine Frau starben innerhalb weniger Tage, wohingegen alle fünf Kinder die Epidemie überlebten. Um sie kümmerte sich Spillenbergers Schwiegervater Melchior Lidl.

## Werk
Spillenbergers Vorbilder waren Tizian, Tintoretto und Veronese, aber auch der Einfluss von Agostino Carracci, Domenichino und Johann Heinrich Schönfeld ist zu erkennen. In seinen Altarbildern orientierte er sich zumeist an der überlieferten Dreieckskomposition. Wegen der freieren Bildkomposition, der Lichtführung und des lebendigen Ausdrucks seiner Figuren gilt er gegenüber den einflussreichen deutschen Malern des 17. Jahrhunderts wie Pock und Sandrart als der Modernere.
Auch als Zeichner war Spillenberger außerordentlich produktiv. Neben Ideen- und Entwurfsskizzen zu Gemälden finden sich unter seinen Arbeiten auch viele eigenständige Zeichnungen. Diese waren schon zu seinen Lebzeiten bei Sammlern gefragt, die ihre elegante und subtile Linienführung und ihren Stimmungsreichtum schätzten.

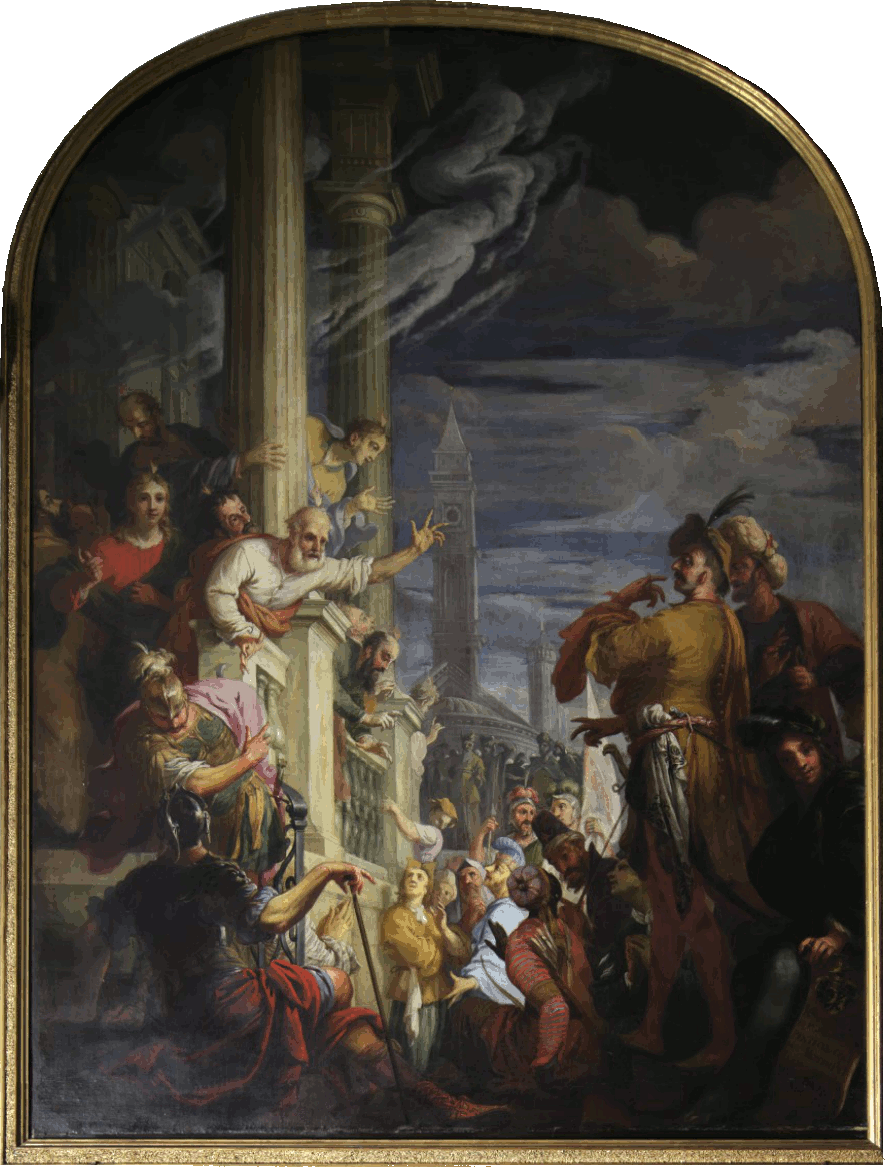
Pfingstpredigt, Augsburg, 1674, Ev. Pfarrkirche Heilig Kreuz

- Madonna mit Andreas und Jakobus (Pfarrkirche St. Andreas, Kitzbühel), um 1660, Öl auf Leinwand[8]
- Tod des heiligen Benedikt (St. Emmeram, Regensburg), 1664, 240 × 120 cm, Öl auf Leinwand[9]
- Aufnahme Mariens in den Himmel (Stiftskirche St. Peter und Johannes der Täufer, Berchtesgaden), 1665
- Das Glück des Kaisers in Krieg und Frieden (in den „Conclusiones Ex Vniversa Philosophica“), 1667, 86,5 × 61,5 cm, Kupferstich, gestochen von Bartholomäus Kilian[10]
- Judith mit dem Haupt des Holofernes (Privatbesitz, Regensburg), 99 × 75 cm, Öl auf Leinwand[11]
- Wunder der Heiligen Nacht (Dominikanerkirche, Wien)
- Anbetung der Hirten (Dominikanerkirche, Wien)
- Tod der Heiligen Ursula (Sankt Ursula, Wien)
- Heiligen Anna mit Maria (Augustinerkirche, Wien)
- Die Himmelfahrt Mariä (St. Wolfgang, Kirchberg am Wechsel; ursprünglicher Standort Stephansdom, Wien), 1672, 720 × 420 cm, Öl auf Leinwand[12]
- Pfingstpredigt (Ev. Pfarrkirche Heilig Kreuz, Augsburg), 1674, 272 × 202 cm, Öl auf Leinwand[13]
- Diana und Kallisto im Bade (Belvedere, Wien), vor 1676, 75 × 95 cm, Öl auf Leinwand
- Ehemaliges Hochaltarbild hl. Jakobus der Ältere in der Pfarrkirche Neumarkt im Mühlkreis 1677.